# Vollenhovia nipponica
Vollenhovia nipponica är en myrart som beskrevs av Kinomura och Takeo Yamauchi 1992. Vollenhovia nipponica ingår i släktet Vollenhovia och familjen myror. Inga underarter finns listade i Catalogue of Life.